# Годени (Долж)
Годени (рум. Godeni) насеље је у Румунији у округу Долж у општини Мелинешти. Oпштина се налази на надморској висини од 155 m.

## Становништво
Према подацима из 2002. године у насељу је живело 220 становника, од којих су сви румунске националности.